# Vasili Glagolev
Vasili Vasílievich Glagolev (en ruso: Васи́лий Васи́льевич Глаго́лев; Kaluga, Imperio ruso, 21 de febrerojul./ 4 de marzo de 1896greg. - Moscú, Unión Soviética, 21 de septiembre de 1947) fue un líder militar del Ejército Rojo donde alcanzó el rango militar de coronel general, además fue honrado con el título de Héroe de la Unión Soviética. Después de la guerra fue comandante de las Tropas Aerotransportadas de la Unión Soviética (VDV).
Después de servir inicialmente en el Ejército Imperial Ruso durante la Primera Guerra Mundial, se unió al Ejército Rojo en 1918. Ascendió al mando de la 42.ª División de Caballería en el Frente de Crimea en la Segunda Guerra Mundial, pasando a comandar también las 73.ª y 176.ª Divisiones de Fusileros así como el 10.º Cuerpo de Fusileros de la Guardia. En febrero de 1943, se convirtió brevemente en comandante del 9.º Ejército, antes de ser transferido al mando del 46.º Ejército, que comandó hasta mayo de 1944. Posteriormente, se convirtió en el comandante del 31.º Ejército y lo dirigió durante la Ofensiva de Vitebsk-Orsha. En enero de 1945, fue asignado al mando del 9.º Ejército de Guardias, compuesto por divisiones aerotransportadas soviéticas convertidas en infantería. En abril de 1946, se convirtió en comandante de las fuerzas aerotransportadas soviéticas y murió en 1947 durante unos ejercicios.

## Biografía

### Infancia y juventud
Vasili Glagolev nació el 21 de febrero de 1896 en Kaluga en la gobernación de Kaluga del Imperio ruso. Su padre era médico pero murió cuando Glagolev aún era joven. Se graduó en la escuela primaria y luego una escuela técnica en Kaluga. En marzo de 1916, se unió al Ejército Imperial Ruso donde luchó durante la Primera Guerra Mundial como oficial superior de inteligencia y posteriormente como artillero en la 1.ª Brigada de Artillería Siberiana del 10.º Ejército en el Frente Occidental. En febrero de 1918, fue desmovilizado y trabajó como obrero en el depósito de artillería de Chabruisk en Kaluga y como artillero de la guardia del ferrocarril.
En agosto de 1918, fue nuevamente movilizado esta vez en las filas del Ejército Rojo. Luchó en el 1.er Regimiento de Caballería y el 3.er Regimiento de Caballería de la División de Fusileros Kaluga-Moscú. A partir de mayo de 1919, luchó contra elementos de los cosacos de los Urales y los cosacos de Oremburgo, pero pronto enfermó y regresó a Kaluga para recibir tratamiento. Entre octubre de 1919 y marzo de 1920, sirvió en el 140.º Batallón de Seguridad Interna, pero volvió a enfermar. En junio de 1920, se convirtió en sargento del 1.er Regimiento de Caballería de Reserva y del 68.º Regimiento de Caballería de la 12.ª División de Caballería, con los que combatió en el Cáucaso norte y en los Urales.

### Periodo de entreguerras
En 1921, se graduó de los Terceros Cursos de Comando de Bakú. Después de la guerra civil continuó sirviendo en la 12.ª División de caballería, integrada en el Ejército Independiente del Cáucaso. Entre 1921 y 1924, fue comandante de pelotón, subcomandante de escuadrón y jefe de inteligencia del 68.º Regimiento de Caballería de la 12.ª División de Caballería. Estuvo al mando de un escuadrón en el mismo regimiento y luego fue transferido al 68.º Regimiento de Caballería. Desde diciembre de 1924, comandó un escuadrón de la 2.ª Brigada de Caballería Independiente. En 1925, se unió al Partido Comunista de la Unión Soviética. En 1926, se graduó del curso de actualización de comandantes de caballería de Novocherkassk. En junio de 1931, se convirtió en jefe de tácticas de caballería y en el curso de actualización de comandantes de caballería de Novocherkassk. En enero de 1934, se convirtió en comandante y comisario político del 76.º Regimiento de Caballería. En julio de 1937, se convirtió en jefe de Estado Mayor de la división. En agosto de 1939, estuvo al mando de la 157.ª División de Fusileros y la 42.ª División de Caballería. En 1941, se graduó en los cursos académicos superiores en la Academia Militar Frunze.

### Segunda Guerra Mundial
Al inicio de la Operación Barbarroja, la invasión alemana de la Unión Soviética, continuó al mando de la 42.ª División de Caballería con lo que entró en combate, por primera vez, en enero de 1942 en el Frente de Crimea. En febrero de 1942, se convirtió en el comandante de la 73.ª División de Fusileros que dirigió durante la Batalla de Vorónezh. En julio, la división fue rodeada cerca de Millerovo, pero fue capaz de escapar del cerco en agosto después de sufrir grandes pérdidas. Después de la disolución de la división en septiembre, se convirtió en el comandante de la 176.ª División de Fusileros del Frente del Cáucaso Norte en octubre. Dirigió la división durante la Operación Defensiva Nalckik-Ordzhonikidze durante la ofensiva alemana Fall Blau. En noviembre, se convirtió en comandante del 10.º Cuerpo de Fusileros de la Guardia, que dirigió hasta febrero de 1943. Por su liderazgo durante las batallas en el Cáucaso, recibió la Orden de la Bandera Roja el 13 de diciembre de 1942.
El 27 de enero de 1943, fue ascendido a mayor general y en febrero se convirtió en comandante del 9.º Ejército. En marzo, fue transferido para comandar el 46.º Ejército, que dirigió durante la Ofensiva Estratégica de Donbáss. En septiembre, el ejército luchó en la Batalla del Dniéper. Entre el 25 y el 29 de septiembre, el 46.º ejército cruzó el Dniéper y tomó una cabeza de puente cerca del pueblo de Aula en el óblast de Dnipropetrovsk. Después de mantener la cabeza de puente contra los contraataques alemanes, el ejército, como parte de la ofensiva, capturó Dnipropetrovsk. Por su liderazgo durante la Batalla del Dniéper, Glagolev recibió el título de Héroe de la Unión Soviética y la Orden de Lenin el 1 de noviembre. Continuó al frente del ejército durante la Ofensiva Níkopol-Krivói Rog (30 de enero-29 de febrero de 1944), la Ofensiva Bereznegovatoye-Snigirevka (6 al 18 de marzo de 1944) y la Ofensiva de Odesa.
En mayo de 1944, fue asignado al mando del 31.º Ejército. Dirigió el ejército durante la Operación Bagration y en las ofensivas de Vitebsk-Orsha y Minsk. En octubre, el ejército luchó en la Operación Gumbinnen en Prusia Oriental. En enero de 1945, se convirtió en el comandante del 9.º Ejército de Guardias, compuesto por diversas divisiones aerotransportadas convertidas en infantería. El ejército avanzó hacia Hungría como parte del Segundo Frente Ucraniano y luego del Tercer Frente Ucraniano. Luchó en la Ofensiva del lago Balaton, la Ofensiva de Viena y, finalmente, en la Ofensiva de Praga.

### Posguerra
Después del final de la guerra, continuó al mando del 9.º Ejército de Guardias, ahora parte del Grupo de Fuerzas Central. En abril de 1946, se convirtió en comandante de las Tropas Aerotransportadas de la Unión Soviética (VDV) y, ese mismo año, se desempeñó como diputado de la II Convocatoria del Sóviet Supremo de la RSFS de Rusia (1947-1951). Vasili Glagolev murió el 21 de septiembre de 1947 durante unos ejercicios militares y fue enterrado en el cementerio Novodévichi de la capital moscovita.

## Promociones
- Mayor general (27 de enero de 1943)
- Teniente general (27 de octubre de 1943)
- Coronel general (15 de julio de 1944).[21]

## Condecoraciones
A lo largo de su carrera militar Vasili Glagolev recibió las siguientes condecoracionesː
- Héroe de la Unión Soviética  (N.º 1935; 1 de noviembre de 1943)
- Orden de Lenin, dos veces (1 de noviembre de 1943, 21 de febrero de 1945)
- Orden de la Bandera Roja, dos veces (13 de diciembre de 1942, 3 de noviembre de 1944)
- Orden de Suvórov de 1.er grado, dos veces (19 de marzo de 1944, 28 de abril de 1945)
- Orden de Kutúzov de 1.er grado (4 de julio de 1944)
- Medalla por la Defensa de Sebastopol
- Medalla por la Defensa del Cáucaso
- Medalla del 20.º Aniversario del Ejército Rojo de Obreros y Campesinos
- Medalla Conmemorativa por el Centenario del Natalicio de Lenin
- Medalla por la Victoria sobre Alemania en la Gran Guerra Patria 1941-1945
- Medalla por la Conquista de Viena
- Medalla por la Liberación de Praga
- Comendador de la Legión de Honor (Francia)
- Cruz de Comandante de la Orden Virtuti Militari (Polonia)